# Wincenty Gajewski
 Wincenty Gajewski z Błociszewa herbu Ostoja (zm. przed 1564 r.) – dziedzic Gaju i Grabianowa oraz części dóbr w Błociszewie.

## Życiorys
Wincenty Gajewski pochodził z Błociszewa w Wielkopolsce. Jego ojcem był Piotr Błociszewski a dziadem Mikołaj z Błociszewa. Miał brata rodzonego Jakuba. Był dziedzicem Gaju i Grabianowa. Przed rokiem 1520 odbudował spustoszoną wieś Gaj i uczynił zeń swą główną siedzibę, od której począł pisać się Gajewskim. W związki małżeńskie wstępował dwukrotnie. Jego pierwszą żoną była Anna Strzedzewska, której zapisał w 1531 roku posag na połowie Gaju w wysokości 90 grzywien. Drugą jego małżonką była Zofia, córka Jana Sepińskiego, której zapisał w roku 1532 na połowie wsi Gaj 150 grzywien posagu. Z tego związku Wincenty Gajewski miał kilkoro dzieci: Katarzynę Koszutską, Zofia Piotrkowską, Łucję Maniecką (babkę bpa Andrzeja Szołdrskiego), Annę Cielecką, Magdalena Brodzką, Erazma, burgrabiego kościańskiego, Jana, sędziego poznańskiego i Gabriela. Był w posiadaniu części Błociszewa. W roku 1551 kwitował Piotra, Bartłomieja, Jana i Mikołaja Błociszewskich z sumy 40 grzywien, które miał wyderkowane na 2 łanach w Błociszewie. Z tymi Błociszewskimi procesował się w roku 1558 m.in. o oprawę ich wspólnej babki, nieżyjącej Doroty Jeżewskiej, na częściach Błociszewa i Grabionowa. Wincenty Gajewski nie żył już w roku 1564, kiedy jego synowie Jan, Erazm i Gabriel zostali pozwani przez Piotra, Bartłomieja i Mikołaja, braci Błociszewskich. Od Wincentego Gajewskiego pochodzą Gajewscy herbu Ostoja.